# Gerrit Johan van Leeuwen

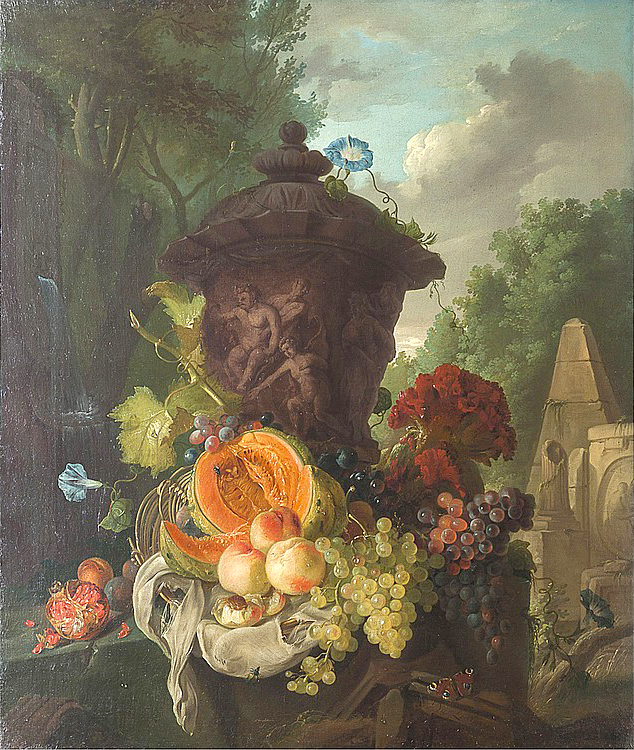
Stillleben mit einer Urne und klassischen Ruinen

Gerrit Johan van Leeuwen  (* 20. Juni 1758 in Arnhem; † 28. April 1825 ebenda) war ein niederländischer Blumenmaler. 
Van Leeuwen studierte an der Haarlemer Zeichenakademie bei Wybrand Hendriks. Nach dem Studium kehrte er nach Arnhem 1784 zurück und blieb dort als Blumenmaler und Leiter der dortigen Zeichenschule lebenslang tätig.
Er wurde zum Mitglied der Rijksakademie van beeldende kunsten in Amsterdam gewählt.